# Сере Парано (Перуђа)
Сере Парано је насеље у Италији у округу Перуђа, региону Умбрија.
Према процени из 2011. у насељу је живело 54 становника. Насеље се налази на надморској висини од 611 м.